# Family Farm
Family Farm (česky Rodinná farma) je česká počítačová hra vytvořená studiem Hammerware. Vyšla 29. dubna 2011 pro Windows. Jedná se o budovatelskou strategii, podobnou hře The Sims. Hra byla zvolena za Nejlepší českou hru roku 2011.

## Hratelnost
Hráč ovládá několik postaviček tvořících rodinu. S nimi se musí starat o hospodářství své farmy. Každá postava má určité schopnosti a zkušenosti s různými druhy práce. Ty určují jak rychle danou práci zvládne. Střídají se 3 roční období (jaro, léto a podzim). V každém ročním období musí hráč vykonat jiný druh práce a musí se snažit, aby měl co nejvýnosnější úrodu. Pro splnění tohoto úkolu musí postavičky využívat co nejefektivněji, protože každé období je časově omezené. Úrodu ovlivňuje i počasí. Pracovní sílu lze také najímat. Taktéž je možné rozšiřovat dům, díky tomu se mohou narodit děti, čímž hráč také získá novou pracovní sílu.